# 塞勒河
塞勒河（法語：Selle，法語發音：[sɛl] ⓘ）是法国上法蘭西大區北部省与埃纳省的河流，是斯海尔德河（埃斯科河）的右支流，长45.9千米。